# Рубене, Илзе
Илзе Рубене (урождённая Рамане; 17 июля 1958, Рига — 15 августа 2002, Рига) — латвийская, ранее советская, шахматистка. Победительница первенства Латвийской ССР (1976) и чемпионка Латвии (1995).

## Биография
Участница и призёр международных соревнований. Шахматистка позиционного стиля. Окончила Рижский политехнический институт (ныне Рижский технический университет).
Погибла на 45-м году жизни в автоаварии.